# Robert John Raven
Robert John Raven (1960) è un aracnologo australiano, curatore della sezione Chelicerati del dipartimento di Zoologia del Queensland Museum.

## Biografia
Conseguito il Ph.D nel 1981 all'Università del Queensland, nel 1983 è stato impegnato nel dottorato presso l'AMNH di New York e nel 1984 a Canberra. Dal 1985 è curatore del Queensland Museum 

## Alcuni taxa descritti
Ha descritto ad agosto 2012, oltre 42 generi e 351 specie:
- Angka Raven & Schwendinger, 1995
- Angka hexops Raven & Schwendinger, 1995
- Aurecocrypta Raven, 1994
- Australothele Raven, 1984
- Barycheloides Raven, 1994
- Bymainiella Raven, 1978
- Caledothele Raven, 1991
- Carrai Raven, 1984
- Carrai afoveolata Raven, 1984
- Fijocrypta Raven, 1994
- Fijocrypta vitilevu Raven, 1994
- Fornicephalae Raven, 1985
- Idioctis xmas Raven, 1988
- Leptothele Raven & Schwendinger, 1995
- Leptothele bencha Raven & Schwendinger, 1995
- Mandjelia Raven, 1994
- Mediothele Raven & Platnick, 1978
- Mexentypesa Raven, 1987
- Mexentypesa chiapas Raven, 1987
- Ministigmata Raven & Platnick, 1981
- Ministigmata minuta Raven & Platnick, 1981
- Moruga Raven, 1994
- Namea Raven, 1984
- Namirea Raven, 1984
- Natgeogia Raven, 1994
- Natgeogia rastellata Raven, 1994
- Nihoa Raven & Churchill, 1992
- Orstom Raven, 1994
- Ozicrypta Raven, 1994
- Paraembolides Raven, 1980
- Plesiothele Raven, 1978
- Plesiothele fentoni Raven, 1978
- Questocrypta Raven, 1994
- Questocrypta goloboffi Raven, 1994
- Rhianodes Raven, 1985
- Seqocrypta Raven, 1994
- Sinopesa Raven & Schwendinger, 1995
- Striamea Raven, 1981
- Teranodes Raven, 1985
- Tuberculotae Raven, 1985
- Tungari Raven, 1994
- Xamiatus Raven, 1981
- Zophorame Raven, 1990

## Taxa denominati in suo onore
- Cyrioctea raveni Platnick & Griffin, 1988, ragno (Zodariidae)
- Habronestes raveni Baehr, 2003, ragno (Zodariidae)
- Hadronyche raveni Gray, 2010, ragno (Hexathelidae)
- Micromerys raveni Huber, 2001, ragno (Pholcidae)
- Notozomus raveni Harvey, 1992, schizomide della famiglia (Hubbardiidae)
- Pseudosynagelides raveni Zabka, 1991, ragno (Salticidae)
- Stiphidion raveni Davies, 1988, ragno (Stiphidiidae)

## Studi e ricerche principali
Di seguito alcune pubblicazioni :
- Raven, R.J., 1976 - A new spider of the genus Hexathele Ausserer (Dipluridae: Mygalomorphae) from Australia. Proc. R. Soc. Qld vol.87, p. 53-61.
- Raven, R.J., 1978 - Systematics of the spider subfamily Hexathelinae (Dipluridae: Mygalomorphae: Arachnida). Aust. J. Zool. (Suppl.) vol.65, p. 1-75.
- Raven, R.J., 1979 - Systematics of the mygalomorph spider genus Masteria (Masteriinae: Dipluridae: Arachnida). Aust. J. Zool. vol.27, p. 623-636
- Raven, R.J., 1980a - The evolution and biogeography of the mygalomorph spider family Hexathelidae (Araneae, Chelicerata). J. Arachnol. vol.8, p. 251-266.
- Raven, R.J., 1980b - The Australian mygalomorph spider genus Ixamatus Simon (Dipluridae: Diplurinae) and its affinities. Bull. Br. arachnol. Soc. vol.5, p. 43-49
- Raven, R.J., 1981a - The mygalomorph spider genera Phyxioschaema Simon and Stenygrocercus Simon (Dipluridae: Ischnothelinae). Bull. Br. arachnol. Soc. vol.5, p. 225-231
- Raven, R.J., 1981c - A review of the Australian genera of the mygalomorph spider subfamily Diplurinae (Dipluridae: Chelicerata). Aust. J. Zool. vol.29, p. 321-336
- Raven, R.J., 1982a - On the mygalomorph spider genus Xamiatus Raven (Diplurinae: Dipluridae) with the description of a new species. Mem. Qd Mus. vol.20, p. 473-478
- Raven, R.J. & N. I. Platnick, 1981 - A revision of the American spiders of the family Microstigmatidae (Araneae, Mygalomorphae). Am. Mus. Novit. n.2707, p. 1-20